# John Mortimore
John Mortimore (Farnborough, 23 de setembro de 1934 – 26 de janeiro de 2021) foi um jogador e treinador britânico de futebol.
Jogou no meio campo, na Liga de Futebol Inglesa pelo Chelsea, marcou dez golos em 279 jogos em todas as competições, entre 1956 e 1965 e ganhou a Copa da Liga Inglesa em 1965.[carece de fontes?] Como treinador, teve passagem pelo Benfica, com o qual venceu duas edições da primeira divisão em 1977 e 1987 e duas da Taça de Portugal em 1986 e 1987.
Morreu em 26 de janeiro de 2021, aos 86 anos.